# Erich Ansorge
Erich Ansorge (* 4. Dezember 1937 in Schatzlar, Tschechoslowakei; † 24. Mai 1998) war ein deutscher Politiker der Sozialistischen Einheitspartei Deutschlands (SED) in der Deutschen Demokratischen Republik (DDR). Er war Generaldirektor des VEB Rohrkombinat Riesa und von 1986 bis 1989 Staatssekretär im Ministerium für Erzbergbau, Metallurgie und Kali.

## Leben

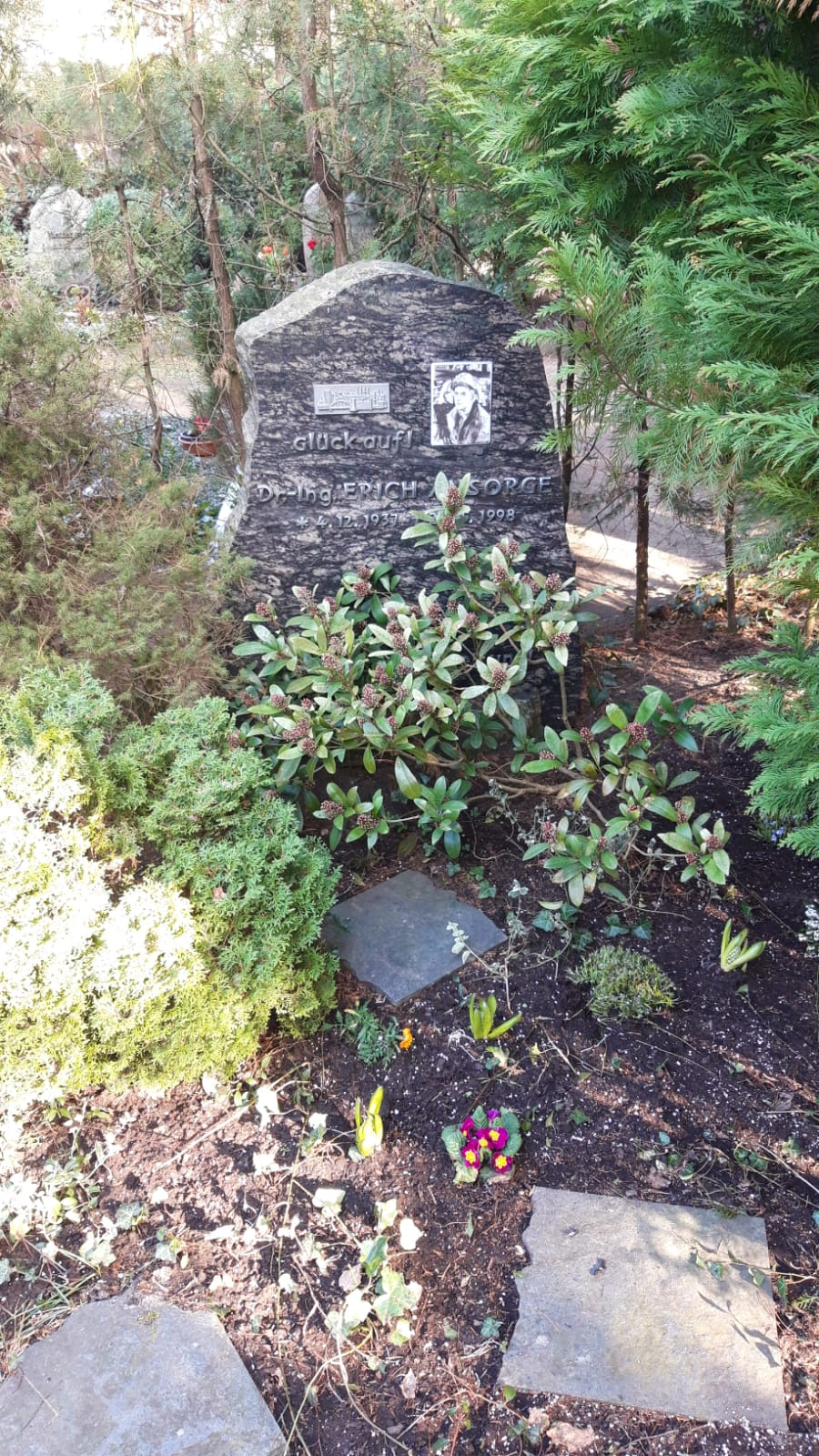
Grab auf dem Friedhof Biesdorf in Berlin

Der Sohn eines Bergmanns Erich Ansorge ging 1951 in die Lehre als Hüttenwerker im VEB Kupfer- und Blechwaren in Ilsenburg. Von 1954 bis 1957 besuchte er die Arbeiter-und-Bauern-Fakultät Halle (Saale) und die Bergakademie Freiberg und erwarb dort das Abitur. Von 1957 bis 1962 studierte Ansorge Metallurgie in Dnepropetrowsk (UdSSR) und erwarb den Abschluss des Diplom-Ingenieurs. Während des Studiums leistete er zwei Jahre Militärdienst in der sowjetischen Armee und erwarb den Rang eines Leutnants.
1958 trat Ansorge in die SED ein. 1964 wurde er wissenschaftlicher Mitarbeiter und 1964 hauptamtlicher Sekretär für Wirtschaft in der SED-Betriebsparteiorganisation im VEB Stahl- und Walzwerk Riesa. 1966 wurde er zum Hauptmechaniker befördert. Von 1968 bis 1973 absolvierte Ansorge eine Fernaspirantur am Stahlinstitut Moskau (MISiS entsprechend ursprünglich Moskauer Institut für Stahl benannt nach Stalin, dann Moskauer Institut für Stahl und Legierungen (russ. Splawy)) und wurde promoviert.
1969 wurde er technischer Direktor und war von 1974 bis 1985 Generaldirektor des VEB Rohrkombinat Riesa. Von März 1976 bis Februar 1986 war er Mitglied der SED-Bezirksleitung Dresden. 1981/82 absolvierte er ein Studium an der Parteihochschule „Karl Marx“ der SED. 1985 wurde er Stellvertreter des Ministers und 1986 Staatssekretär im Ministerium für Erzbergbau, Metallurgie und Kali der DDR, das nach dem Rücktritt der Regierung Stoph im November 1989 aufgelöst wurde. Nach der Wende und der friedlichen Revolution in der DDR verlor Ansorge 1990 alle Funktionen. Er war dann bis Dezember 1993 Geschäftsführer einer Industrie Beteiligungs-GmbH.
Sein Grab befindet sich auf dem Friedhof Biesdorf in Berlin.

## Auszeichnungen
- 1984 Ehrentitel Verdienter Techniker des Volkes
- 1986 Verdienstmedaille der NVA
- 1987 Vaterländischer Verdienstorden in Silber